# CODA (filme de 2021)
CODA, abreviação em inglês de child of deaf adults (bra: No Ritmo do Coração; prt: CODA - No Ritmo do Coração), é um longa-metragem de comédia dramática e de amadurecimento estadunidense de 2021 que segue uma adolescente ouvinte, filha de adultos culturalmente surdos. Escrito e dirigido por Sian Heder, o filme é estrelado por Emilia Jones como a menina ouvinte, com Marlee Matlin e Troy Kotsur como seus pais e Daniel Durant como seu irmão. Eugenio Derbez e Ferdia Walsh-Peelo também estrelam o filme. Filmado em Gloucester, Massachusetts, nos Estados Unidos, a obra é uma refilmagem americana em inglês do filme francês, La Famille Bélier de 2014, dirigido por Éric Lartigau. CODA teve sua estreia mundial em 28 de janeiro de 2021 no Festival Sundance de Cinema de 2021, antes de a Apple adquirir os direitos de distribuição por 25 milhões de dólares , recorde do festival. Por fim, o filme foi lançado nos cinemas e pelo serviço de streaming Apple TV+ em 13 de agosto de 2021. Venceu todas as suas três indicações no Oscar 2022, incluindo Melhor Filme. Foi indicado para Melhor Filme Dramático e Melhor Ator Coadjuvante (por Kotsur) no 79.º Prêmio Globo de Ouro. No 28.º Screen Actors Guild Awards, o filme fez história com seus membros com deficiência auditiva (Kotsur, Matlin e Durant) tornando-se os primeiros atores com deficiência a receber uma indicação, junto com Jones, Derbez e Walsh-Peelo, na categoria Melhor Elenco.
No Brasil, foi lançado nos cinemas pela Diamond Films em 23 de setembro de 2021. Posteriormente, também foi lançado no Amazon Prime Video Brasil.

## Elenco
- Emilia Jones como Ruby Rossi
- Eugenio Derbez como Bernardo Villalobos/Mr. V
- Troy Kotsur como Frank Rossi
- Ferdia Walsh-Peelo como Miles
- Daniel Durant como Leo Rossi
- Marlee Matlin como Jackie Rossi
- Amy Forsyth como Gertie
- Kevin Chapman como Brady

## Produção

### Desenvolvimento e Escrita
Escrito e dirigido por Sian Heder, CODA é uma refilmagem em inglês do filme francês La Famille Bélier, lançado em 2014 e que fez sucesso nas bilheterias francesas. Philippe Rousselet foi um dos produtores do filme original e detinha os direitos autorais. Ele e o produtor Patrick Wachsberger abordaram Heder para dirigir a refilmagem ao público estadunidense. Heder disse: "Eles estavam interessados em adaptar o filme, mas queriam alguém para torná-lo único e tirar a premissa do original e, também, reinventá-lo". Em maio de 2019, as empresas Pathé Films e Vendôme Group formaram uma parceria de produção cinematográfica para desenvolver e produzir filmes em inglês, sendo a primeira, CODA.
CODA é ambientado em Gloucester, Massachusetts, enquanto seu antecessor, La Famille Bélier, foi ambientado em uma fazenda de gado leiteiro rural na França, Heder escolheu filmar em Gloucester pois conheceu a cidade por ter visitado a região de North Shore em Massachussets no verão enquanto crescia. Heder explicou: "Para mim, tem a combinação de ser muito pitoresco e essencialmente da Nova Inglaterra, mas também com uma coragem de classe trabalhadora". Heder aprendeu a língua de sinais americana no processo de escrever o roteiro, com 40% dele sendo, em última análise, em ASL. A diretora foi auxiliada por duas colaboradoras surdas que ela chamou de "mestres ASL", Alexandria Wailes e Anne Tomasetti.
Para se preparar para o filme, Heder observou uma usina de processamento de pescado e consultou o capitão do porto local sobre como as autoridades invadiriam um barco. Ela recebeu feedback do diretor Kenneth Lonergan - que dirigiu o filme Manchester by the Sea, de 2016, ambientado em Quincy, Massachusetts - e de membros da Associação de Mulheres de Pescadores de Gloucester, uma organização sem fins lucrativos da indústria pesqueira. Vários consultores e um pescador educaram Heder nas práticas de pesca locais.

### Escolha do elenco
Heder primeiro escalou Marlee Matlin em CODA. Durante o processo de desenvolvimento, os financiadores do filme resistiram na escolha de atores surdos para interpretar os personagens surdos restantes. Matlin ameaçou desistir, a menos que atores surdos fossem escalados. Após a ameaça, os financiadores acabaram cedendo.
A diretora, Sian Heder descreveu o elenco como uma oportunidade Matlin, seus papéis anteriores haviam sido "personagens com classe". Heder disse: "Marlee, na vida real, é muito mais engraçada e tem um senso de humor sujo. Esta (personagem) era a esposa de um pescador da classe trabalhadora, e tem muitos elementos de sua personalidade que estavam certos para este personagem." Matlin usou suas conexões com o Deaf West Theatre em Los Angeles, Califórnia, para ajudar Heder a encontrar outros atores surdos. Heder viu Troy Kotsur em uma produção do Deaf West Theatre e escalou-o como o pescador e pai da protagonista. Por fim, escalou Daniel Durant após encontrá-lo por meio de audições. Matlin, Kotsur e Durant já se conheciam por meio de sua colaboração na produção Deaf West do musical Spring Awakening.
Matlin descreveu seu interesse em fazer o CODA: "Achei que o público realmente veria surdos em um filme ... Existem tantos níveis com os quais as pessoas se identificam e, para pessoas sem conexão, que nunca conheceram uma pessoa surda , para ver a língua de sinais, para ver os surdos em ambientes normais do dia-a-dia ... As pessoas pensam que os surdos são monolíticos em termos de como eles encaram a vida. E este filme explode esse mito... Mas para estourar esse mito, tinha que ser contado da forma mais autêntica possível. E é estranho porque os estúdios claramente têm a capacidade de dar luz verde a um filme e escalar quem quiserem, e continua a haver uma falta de consciência de que você pode contar histórias universais com personagens surdos". Kotsur disse: "Você tem que pensar um pouco fora da caixa e apresentar mais oportunidades, em vez de apenas ter duas opções... Você escreve este roteiro porque alguém é surdo, ou estou escrevendo porque é um personagem e acontece dele ser surdo. Há uma distinção aí”.
Para os atores surdos, Heder contratou um grupo rotativo de intérpretes que facilitou a comunicação e conversas entre o elenco e a equipe. Ela se conectou com a comunidade surda nas proximidades de Boston para garantir os intérpretes para comunicação no set. Matlin disse: "[Heder] realmente mergulhou em nossa cultura e fez todos os esforços para aprender e trabalhar conosco e ter dois diretores de língua de sinais no set, mais intérpretes, mais a equipe que aprendeu nossa língua, todos trabalhando juntos, funcionava como em qualquer outro aparelho, mas o aspecto da língua de sinais o tornava ainda mais especial".
A diretora também fez um teste com centenas de adolescentes antes de escalar Emilia Jones como o membro ouvinte da família surda. Jones teve aulas de voz e aprendeu língua de sinais por nove meses antes do início das filmagens. Heder também escolheu Eugenio Derbez como o maestro do coro feminino, vendo-o como um ajuste para seu "amálgama de professor de ritmo da faculdade de Heder e seu drama escolar e professores de inglês".

### Filmagem
O filme foi filmado em diversas locações em Gloucester, Massachusetts, em meados de 2019. No filme, a família vive no que o programa The ARTery, da rádio pública local WBUR, descreveu como uma "casa de madeira que range com um quintal cheio de barcos, armadilhas e redes".
Durante a exploração do local, Heder descobriu o que considerou a casa ideal para a casa da família e recebeu permissão dos residentes para usá-la como local de filmagem. Por sua vez, a casa do professor e maestro do coro da escola da protagonista era uma casa de estilo vitoriano à beira-mar, onde Heder havia visitado amigos da família várias vezes em sua infância, e eles permitiram que ela filmasse lá. Um pescador que educou Heder nas práticas de pesca locais permitiu que sua traineira fosse usada como set de filmagem. Cenas ambientadas em uma pedreira inundada foram filmadas na pedreira, Steel Derrick, em Rockport, Massachusetts.

## Estreia

### Exibição em Sundance
CODA teve sua estreia mundial em 28 de janeiro de 2021 no Festival Sundance de Cinema de 2021 como um dos filmes de abertura. Foi exibido como parte da Competição Dramática dos EUA do festival. E devido à pandemia de COVID-19 nos Estados Unidos na época, CODA foi exibido virtualmente.
O filme recebeu "críticas imediatas", de acordo com a Agence France Presse, que destacou os comentários positivos da Variety e do Deadline Hollywood. IndieWire escreveu, "[Heder] supostamente criou uma filme emotivo que agrada o público, cuja promessa comercial irá facilmente desencadear uma guerra de lances entre distribuidores teatrais e streamers." O USA Today resumiu a recepção como: "Impulsionado por sua poderosa inclusão da comunidade surda, é uma reinicialização refrescante do romance adolescente tradicional e da história de amadurecimento".
Dois dias após a estreia do CODA, a Apple adquiriu os direitos de distribuição do filme por US$ 25 milhões, recorde do festival. No Sundance, CODA venceu o Grande Prêmio do Júri dos EUA, o Prêmio do Público Dramático dos EUA e o Prêmio Especial do Júri para Elenco. A diretora do filme, Sian Heder, venceu o prêmio de Melhor Diretora na seção Dramática dos Estados Unidos.

### Cinemas estreaming
O filme foi lançado nos cinemas e pelo serviço de streaming Apple TV + em 13 de agosto de 2021. Exibições gratuitas em cinemas selecionados também foram realizadas entre 25 e 27 de fevereiro de 2022. Em 20 de março de 2022, o filme foi transmitido em 973.000 famílias nos Estados Unidos, incluindo 375 000 desde o anúncio da indicação ao Oscar em 8 de fevereiro.

## Recepção

### Crítica
O agregador de críticas Rotten Tomatoes informou que 96% das 201 resenhas do filme foram positivas, com uma avaliação média de 7,9/10. O consenso dos críticos do site afirma: "A história do CODA oferece poucas surpresas, mas uma representação forte e um elenco fantástico - liderado pelo desempenho brilhante de Emilia Jones - trazem esta história de amadurecimento vividamente à vida". O Metacritic atribuiu ao filme uma pontuação média ponderada de 75 em 100, com base em 44 críticos, indicando "críticas geralmente favoráveis".

### Comunidade surda
O USA Today relatou as reações variadas de espectadores surdos ao filme. Eles elogiaram o elenco e as performances de atores surdos e descobriram que a representação de personagens surdos como pessoas auto-suficientes e sexualmente ativas era um contraste bem-vindo com as representações anteriores na tela. Delbert Whetter, vice-presidente da organização sem fins lucrativos RespectAbility, disse: "Depois de ver tantas histórias em que pessoas com deficiência são retratadas como almas desamparadas e desamparadas que precisam ser resgatadas, é tão revigorante ver uma história com personagens surdos que são proprietários de pequenos negócios e líderes em sua comunidade pesqueira, com profundidade e nuances que rivalizam e até mesmo superam as de seus colegas ouvintes na história. " A escritora surda Sara Nović também disse: "Eu gostava que esses personagens fossem seres sexuais - surdos e deficientes físicos costumam ser castrados ou virginais em filmes e livros, e isso é extremamente enfadonho e impreciso".
Jenna Beacom, uma leitora de sensibilidade e autora jovem adulta, achou muito do filme "deturpado, especialmente a competência e capacidade de prosperar dos surdos em 2021", e disse que, embora "emocionada que o filme exista, no sentido de contribuir para mais representação de surdos e esperançosamente mais oportunidades para uma representação ainda melhor ", ela estava" muito perturbada com a forma negativa com que o filme retrata os surdos e as experiências CODA. " Mãe surda de uma cantora, Beacom considerou infundada a suposição do filme "de que ser surdo significa que você não pode desfrutar de música ou compreender o prazer de outra pessoa". Nović também disse: "Na verdade, acho que a história de uma estudante universitária de primeira geração, só que sem a música - ela poderia estar estudando qualquer coisa - é mais convincente, de qualquer maneira. ... Não acho que precisávamos da parte musical para que esta seja uma história interessante".
Nović e Beacom também criticaram a representação do filme da criança ouvinte interpretando para seus pais, mesmo em situações em que intérpretes profissionais seriam exigidos pela Lei dos Americanos com Deficiências.

### Prêmios (seleção)
- Oscar 2022 - A 94.ª edição do Oscar elegeu-o como melhor filme do ano, também com Melhor Roteiro Adaptado (Siân Heder), além de Troy Kotsur levar o prêmio de Melhor Ator Coadjuvante:[25]
  - Oscar de Melhor Filme (Philippe Rousselet, Fabrice Gianfermi, Patrick Wachsberger)
  - Oscar de Melhor Ator Coadjuvante (Troy Kotsur)
  - Oscar de Melhor Roteiro Adaptado (Sian Heder)

- Gotham Awards 2021
  - Prêmio de Melhor Ator Coadjuvante (Troy Kotsur)
  - Indicação para Melhor Atriz Coadjuvante (Marlee Matlin)
  - Prêmio de Melhor Revelação (Emilia Jones)[26][27]